# Hesperotingis occidentalis
Hesperotingis occidentalis är en insektsart som beskrevs av Drake 1922. Hesperotingis occidentalis ingår i släktet Hesperotingis och familjen nätskinnbaggar. Inga underarter finns listade i Catalogue of Life.